# Jin Min-sub
Jin Min-sub (né le 2 septembre 1992) est un athlète sud-coréen, spécialiste du saut à la perche. 

## Biographie
Il obtient la médaille d'or lors des championnats du monde d'athlétisme jeunesse 2009 à Bressanone. 
En 2013 il remporte la médaille de bronze des championnats d'Asie.
Pour les championnats du monde 2013 à Moscou, il est sélectionné à la fois pour le concours du saut à la perche que dans l'équipe du relais 4 x 100 m. 
En 2014, il remporte la médaille de bronze des Jeux asiatiques.
Le 27 juin 2018, il porte son record personnel à 5,66 m à Jeongseon-eup, ce qui égale le record national de Kim Yoo-suk. Il échoue avec 5,61 m au pied du podium lors des Championnats d’Asie de 2019.
Le 1er mars 2020, à Sydney, il porte son record personnel et national à 5,80 m, mesure synonyme de minima pour les Jeux olympiques de Tokyo.

## Palmarès
| Date | Compétition                    | Lieu       | Résultat | Performance |
| ---- | ------------------------------ | ---------- | -------- | ----------- |
| 2009 | Championnats du monde jeunesse | Bressanone | 1er      | 5,15 m      |
| 2013 | Championnats d'Asie            | Pune       | 3e       | 5,20 m      |
| 2014 | Jeux asiatiques                | Incheon    | 3e       | 5,45 m      |
| 2015 | Jeux mondiaux militaires       | Mungyeong  | 3e       | 5,40 m      |

## Records
| Épreuve          | Performance | Lieu   | Date          |
| ---------------- | ----------- | ------ | ------------- |
| Saut à la perche | 5,80 m (NR) | Sydney | 1er mars 2020 |